# Journal écrit la nuit
Le Journal écrit la nuit (en polonais : Dziennik pisany nocą) est un choix des journaux parus en polonais en trois volumes (Dziennik pisany nocą 1971-1972, Dziennik pisany nocą 1973-1979, Dziennik pisany nocą 1980-1983), rédigés au long de deux décennies, à partir de 1970, par l'écrivain polonais Gustaw Herling-Grudzinski. Le titre reprend le thème des ténèbres, mais ouvre sur la clarté pour le lecteur qui accepte de s'y immerger. De page en page y surgit la beauté du monde par l'évocation de paysages, d'ouvrages littéraires, de tableaux de maîtres anciens, dans un ensemble qui n'a pas de structure préétablie sinon celle des années qui se suivent et des jours qui donnent lieu à l'écriture. Les deux années de camp de Goulag que Herling a connu à Yertsevo et Kargopollag au début des années 1940 et qu'il a décrit dans Un monde à part, permettent à l'auteur de vivre malgré son effroi devant l'indifférence et la tiédeur du monde  et de continuer à écrire jusqu'à sa mort en 2000.  
Herling décrit lui-même la conception de son journal en la rapprochant de celle de Leonardo Sciascia pour son Nero sul nero, Noir sur noir: « des notes de chroniqueur accompagnées de commentaires et de réflexions, où l'auteur se garde des tentations et de la manière d'un journal intime » . 

## Analyse

### Sources
L'Italie a été la patrie de choix d' Herling à partir de 1955, quand il s'est installé à Naples, ville  avec laquelle il est entré en osmose et dont il est devenu citoyen de cœur. Il n'a cessé de s'émerveiller de l'extraordinaire production artistique de son pays d'adoption. Cela  ne l'a pas empêché de rester un exilé profondément attaché à sa langue maternelle, le polonais et a poursuivre ses liens avec les intellectuels polonais notamment par son activité dans la revue Kultura .  
Le Journal écrit la nuit n'est pas un journal intime débutant en 1970 et se terminant en 1983. Son auteur se cache dans l'épaisseur de son texte. Ses nombreuses notes de lecture permettent d'approcher le lecteur Herling plongé dans une méditation nocturne, dans l'acte qui déclenche l'écriture.
Il oriente ses lectures vers des textes qui peuvent entretenir son expérience des camps, de la guerre, du totalitarisme, mais il évite toutefois de s'immerger dans son passé douloureux, soit en lisant des extraits d'autres écrivains : Kafka, Chalamov, Dostoievski, Camus, Primo Levi, Tadeusz Borowski, Clausewitz soit en décrivant les villages, les églises les fresques qu'il découvre en Italie . Du 20 au 25 avril 1975 il découvre lors d'un petit voyage les petites villes d'Orvieto, Todi, Assise, Gubbio, Pérouse . 

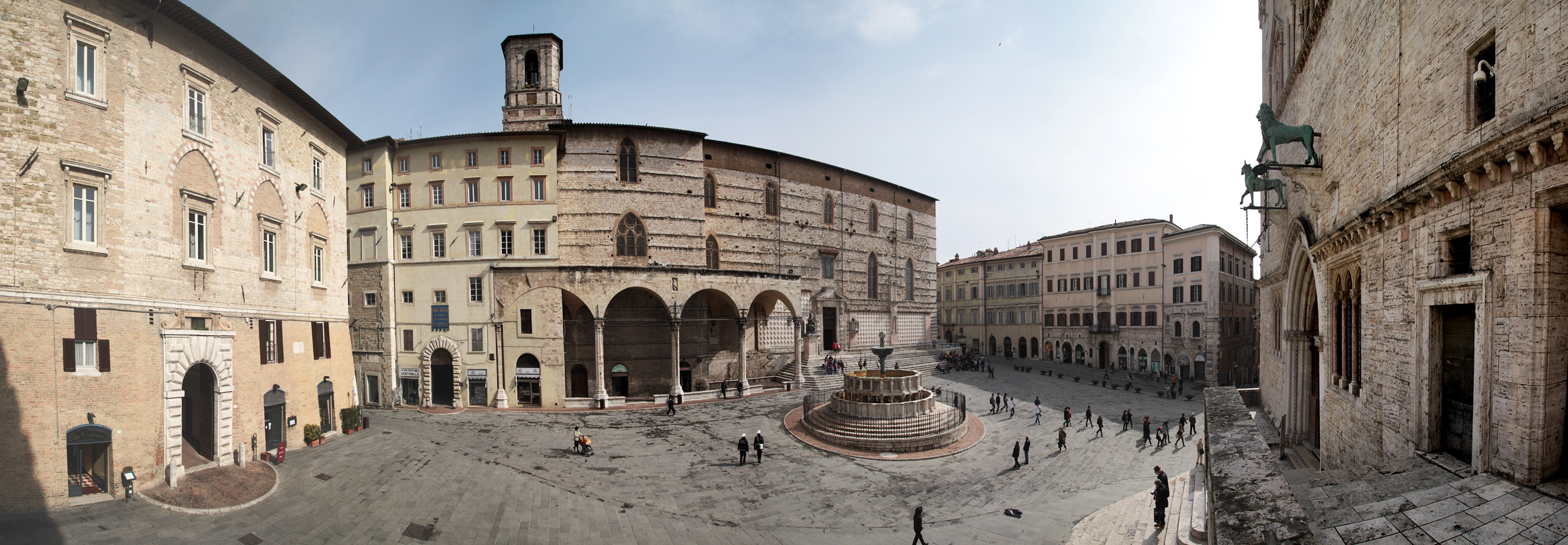
Pérouse
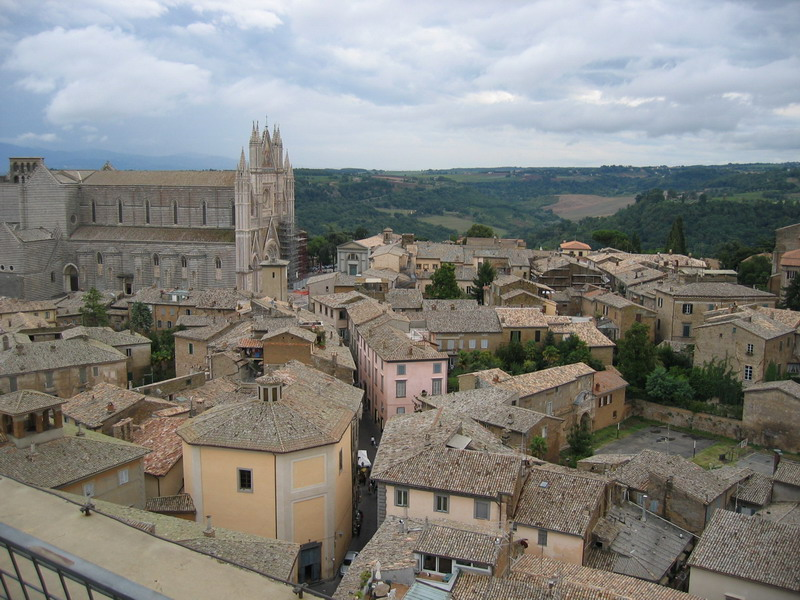
Orvieto
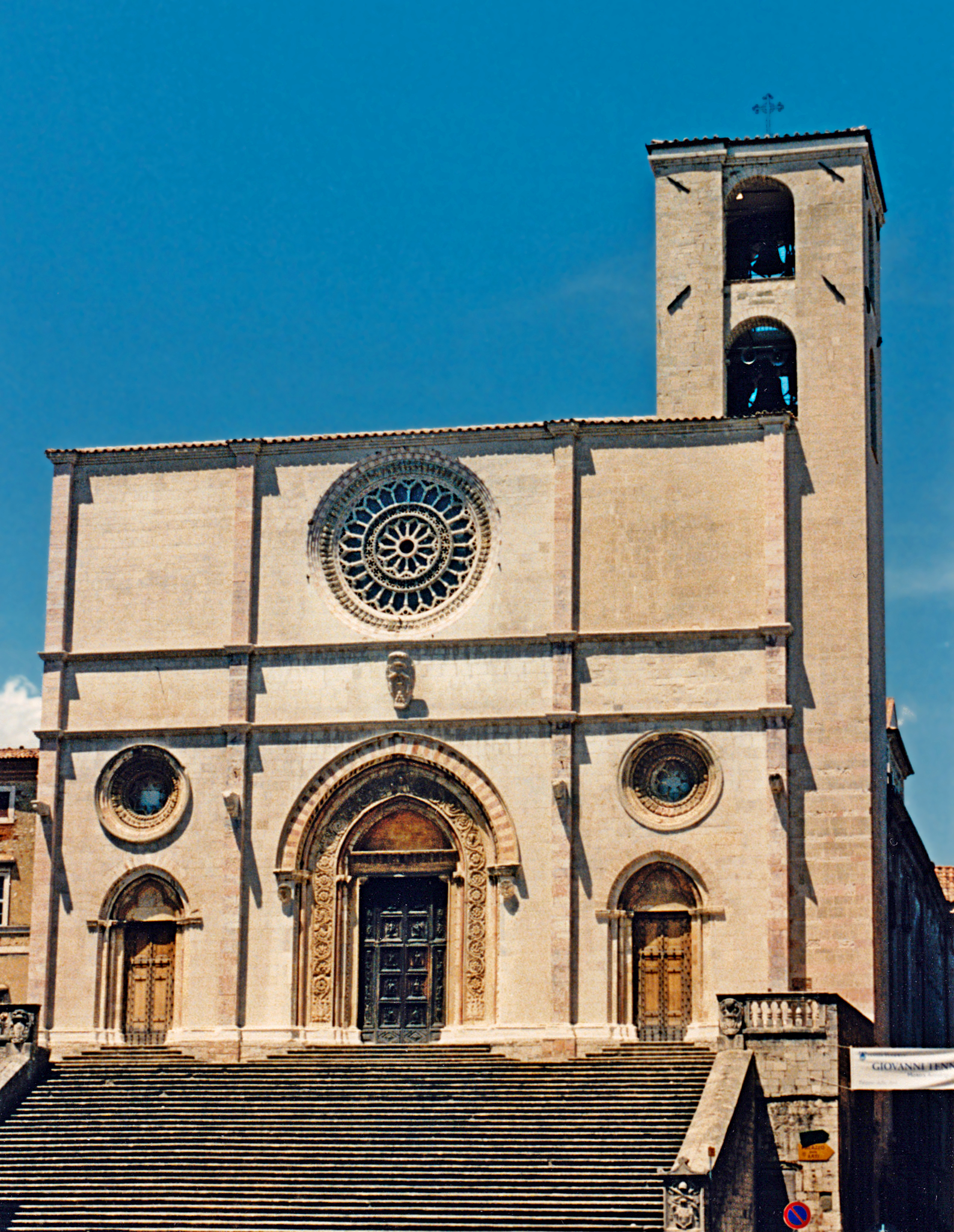
Cathédrale de Todi

### Titre
Herling n'est pas absent de son journal mais il s'y réduit à un regard, un faisceau lumineux qui fait voir les choses. Comme le font les torches du Caravage ou les bougies de Georges de la Tour en éclairant autour d'elles, et il s'éclaire ainsi lui-même . 
L'art est pour Herling un remède. Il guérit du mal. Les tableaux qu'il décrit imprègnent son Journal écrit la nuit, se reflétant dans ses propres paysages intérieurs .  
Le Journal écrit la nuit peut aussi être envisagé comme une collection, rappelant une salle d'exposition présentant des livres, des tableaux, des œuvres d'art, de l'architecture, des espaces urbains, des paysages, des objets porteurs de signification mettant en évidence ce qui est matériel (visible) et ce qui est signifiant (invisible) . 
L'opposition entre les écrits diurnes de la plupart des diaristes et ceux écrits la nuit de Herling peut évoquer pour certains une analogie avec le Voyage au bout de la nuit de Céline. Dans le cas de Céline, le voyage constitue le contexte de la nuit. Dans le titre d'Herling, il s'agit plutôt d'un signal se référant au courant noir de la littérature de années trente à l'atmosphère de catastrophe des années 30 en Pologne et en Europe. Le journal Nero sul nero de Leonardo Sciascia se prête mieux à un rapprochement que Herling souligne lui-même. 
Après la mort d'Herling, un Journal a été trouvé dans son bureau, écrit quotidiennement, pour lui-même, dans les années 1957-1958. C'est un ouvrage différent de Journal écrit la nuit édité séparément.

### Style
Krzysztof Pomian note dans la préface de l'ouvrage qu' Herling n'élève jamais la voix. Il ne part pas volontiers dans des envolées lyriques. Cela lui est parfois reproché comme étant de la sécheresse. Il ne plonge pas non plus dans le tréfonds de ses personnages. Leur vie intime ne l'intéresse que dans la mesure où leurs gestes et leur discours peut être saisi de l'extérieur.
.

### Sujets

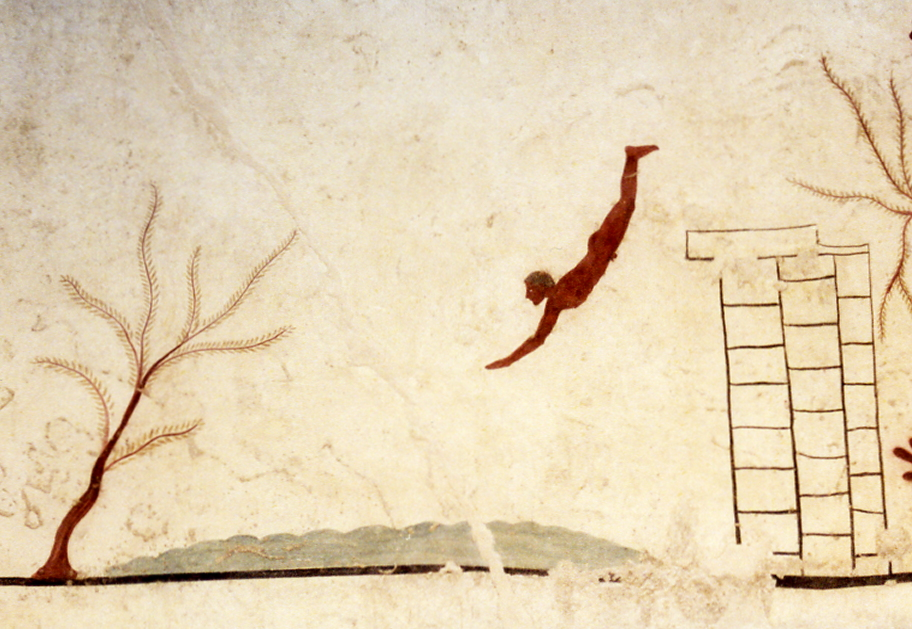
Fresque de la Tombe du Plongeur Paestum, 470 av Jésus-Christ: « Le personnage est l'image même de l'harmonie et de la perfection, le corp à peine cambré, les mains jointes visant droit comme un javelot » (Journal écrit la nuit page 51)
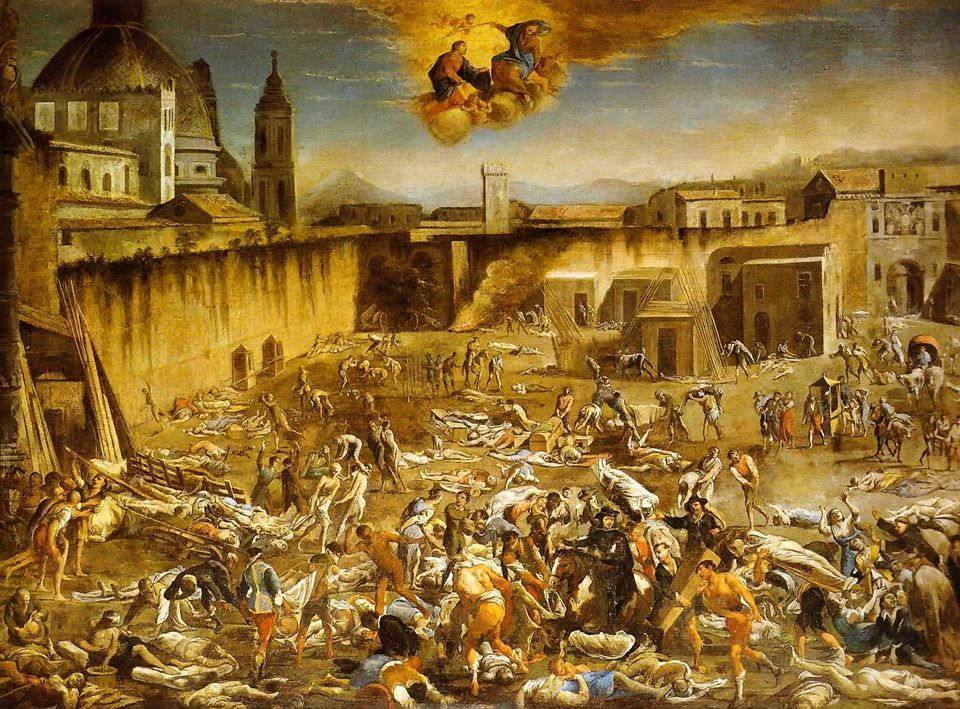
Micco Spadaro - Grande peste de Naples, Largo Mercatello durante la peste a Napoli (1656). « Au fond d'un abîme ténébreux, un enchevêtrement de corps petits, insignifiants, tourmentés, condamnés, pris dans le sombre filet de la mort » (Journal écrit la nuit, page 40).
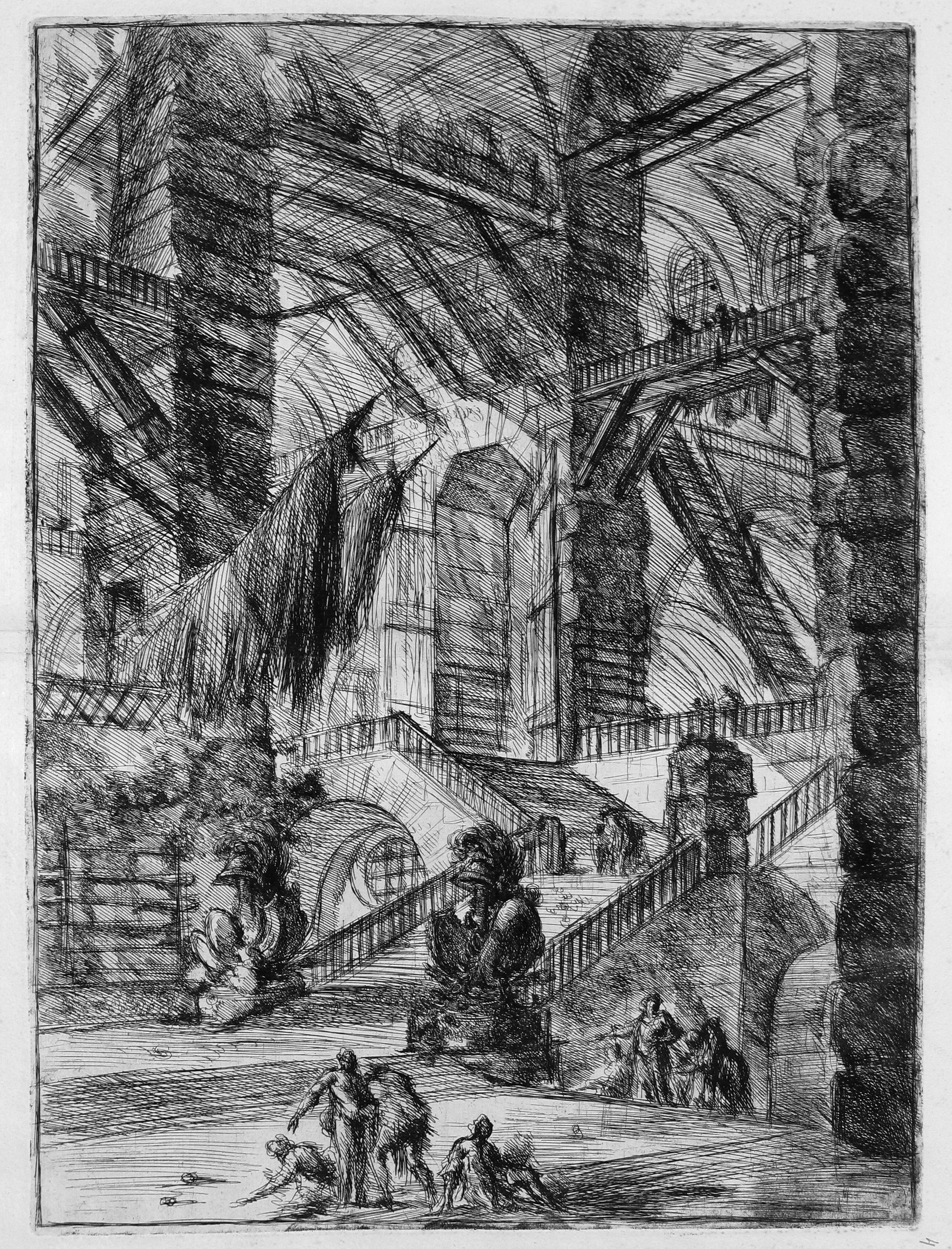
Giovanni Battista Piranesi, Les Prisons imaginaires - Le Carceri d'Invenzione  -  Second Edition - 1761 - 14 - The Gothic Arch. «Tout est parfait, géométriquement nécessaire dans ces inventions. Les escaliers mènent à un but : au destin de l'homme emprisonné dans un monde qui n'est que sa création propre» [13].

## Biographie
- Maria Delaperriere (dir), Gustaw Herling-Grudzinski, témoin de son époque et au-delà, Petra/usage de la mémoire, 21 mars 2019, 284 p. (ISBN 978-2-84743-243-5)
- Gustaw Herling-Grudzinski (préf. Krzysztof Pomian), Journal écrit la nuit, Gallimard, coll. « L'Arpenteur », 1989, 396 p. (ISBN 9 782070 78009-9)